# Xã Concord, Quận Pemiscot, Missouri
Xã Concord (tiếng Anh: Concord Township) là một xã thuộc quận Pemiscot, tiểu bang Missouri, Hoa Kỳ. Năm 2010, dân số của xã này là 243 người.